# Stoycho Stoilov
Stoycho Stoilov - em búlgaro, Стойчо Стоилов (Blagoevgrad, 15 de outubro de 1971) é um ex-futebolista profissional búlgaro que atuava como meio-campista.

## Carreira
Iniciou sua carreira em 1989, no Pirin Blagoevgrad, clube de sua cidade natal. Ainda jogaria pelo CSKA Sófia em 2 passagens (1990–92 e 1994–95), além de ter defendido o Pirin novamente por 2 temporadas (1992 a 1994).
Stoilov passou também por Dobrudzha Dobrich e Litex Lovech, e sua única experiência fora da Bulgária foi no alemão Nürnberg, onde atuou entre 1999 e 2002 (64 jogos e 7 gols).
Em novembro de 2002, o meio-campista se envolveu num incidente que praticamente encerrou a carreira (num jogo contra o CSKA, fraturou o pé em uma dividida): durante uma briga de trânsito, Simeon Mechev, um militar reformado, atirou contra Stoilov. O jogador ficou gravemente ferido, mas conseguiu se recuperar, enquanto Mechev foi condenado inicialmente a 10 anos de prisão, porém a pena do ex-militar foi reduzida para 6 anos. Mechev foi libertado em agosto de 2011.

## Seleção Búlgara
Entre 1998 e 2001, Stoilov jogou 10 partidas pela Seleção Búlgara, fazendo um gol. Esteve no elenco que disputou a Copa de 1998, mas não entrou em campo em nenhum dos 3 jogos da equipe, que amargou a eliminação na primeira fase.

## Títulos
CSKA Sófia
- Liga Profissional Búlgara de Futebol A: 1 (1991–92)

Litex
- Liga Profissional Búlgara de Futebol A: 2 (1997–98 e 1998–99)

Nürnberg
- 2. Bundesliga: 1 (2000–01)